# لودویگ تیک
لودویگ تیک (آلمانی: Ludwig Tieck؛ زاده ۳۱ مهٔ ۱۷۷۳ درگذشته ۲۸ آوریل ۱۸۵۳) یک نویسنده اهل آلمان بود.